# Joseph A. Woodward

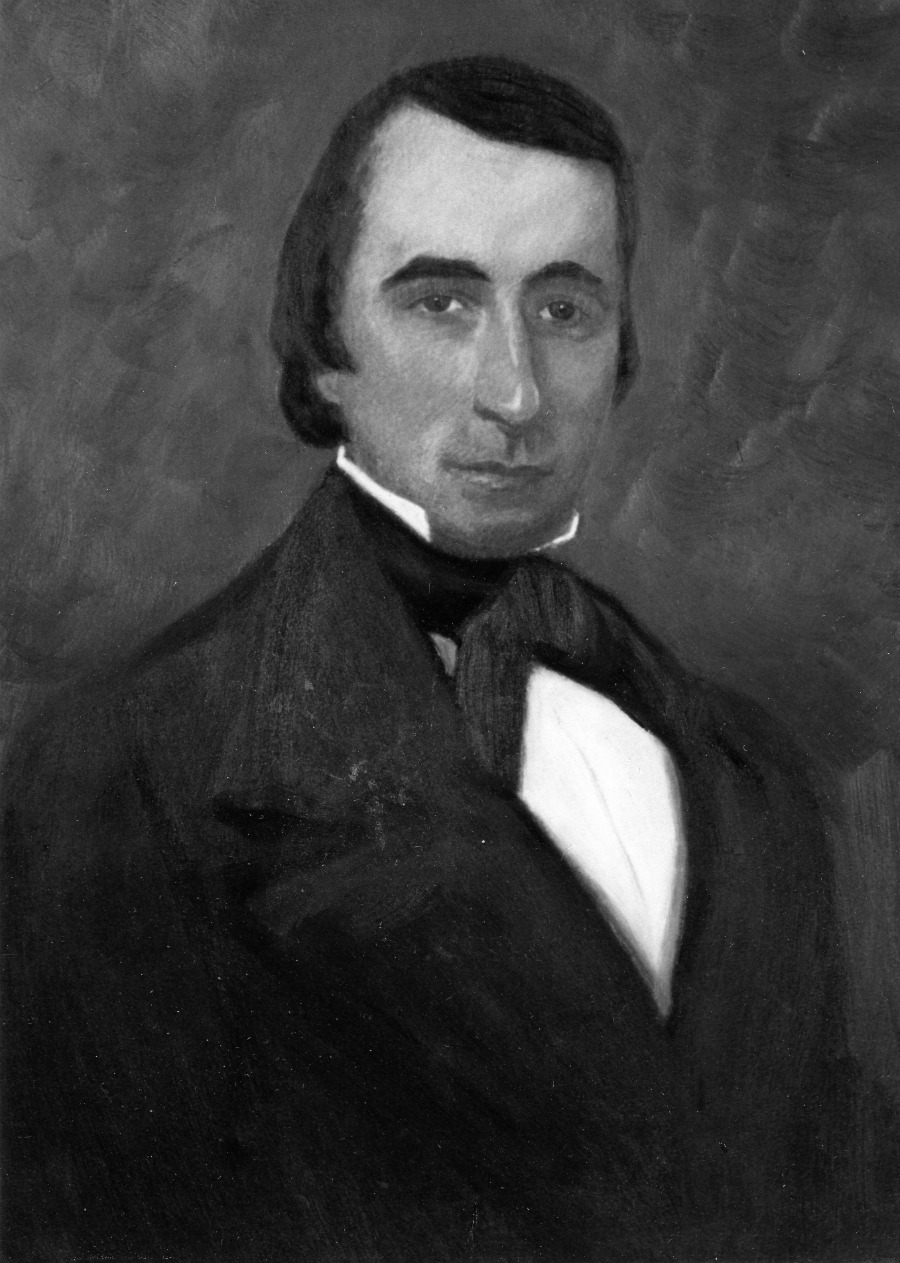
Joseph Addison Woodward

Joseph Addison Woodward (* 11. April 1806 in Winnsboro, Fairfield County, South Carolina; † 3. August 1885 in Talladega, Alabama) war ein US-amerikanischer Politiker. Zwischen 1843 und 1853 vertrat er den Bundesstaat South Carolina im US-Repräsentantenhaus.

## Werdegang
Joseph Woodward war ein Sohn von William Woodward, der zwischen 1815 und 1817 ebenfalls für den Staat South Carolina im Kongress saß. Er studierte nach einer guten Grundschulausbildung an der University of South Carolina in Columbia. Nach einem anschließenden Jurastudium und seiner Zulassung als Rechtsanwalt begann er in seinem neuen Beruf zu arbeiten.
Politisch wurde Woodward Mitglied der Demokratischen Partei. In den Jahren 1834 und 1835 sowie nochmals von 1840 bis 1841 war er Abgeordneter im Repräsentantenhaus von South Carolina. 1842 wurde er im dritten Wahlbezirk von South Carolina in das US-Repräsentantenhaus in Washington, D.C. gewählt. Dort trat er am 4. März 1843 die Nachfolge von Patrick C. Caldwell an. Nach vier Wiederwahlen konnte Woodward bis zum 3. März 1853 insgesamt fünf zusammenhängende Legislaturperioden im Kongress absolvieren. In diese Zeit fiel der Mexikanisch-Amerikanische Krieg. Durch den Friedensvertrag mit Mexiko kamen große Teile des heutigen Westens und Südwestens der Vereinigten Staaten unter amerikanische Verwaltung. Damals wurde auch die Nordwestgrenze zu Kanada endgültig auf den 49. Breitengrad festgelegt. Woodwards letzte Jahre im Kongress waren von den zunehmenden Spannungen im Vorfeld des Bürgerkrieges bestimmt. Dabei ging es besonders um die Frage der Sklaverei.
1852 verzichtete Joseph Woodward auf eine erneute Kandidatur. In den folgenden Jahren zog er sich aus der Politik zurück. Er verlegte seinen Wohnsitz und seine Anwaltskanzlei nach Alabama. Dort ist er im Jahr 1885 auch verstorben.